# BMD-4

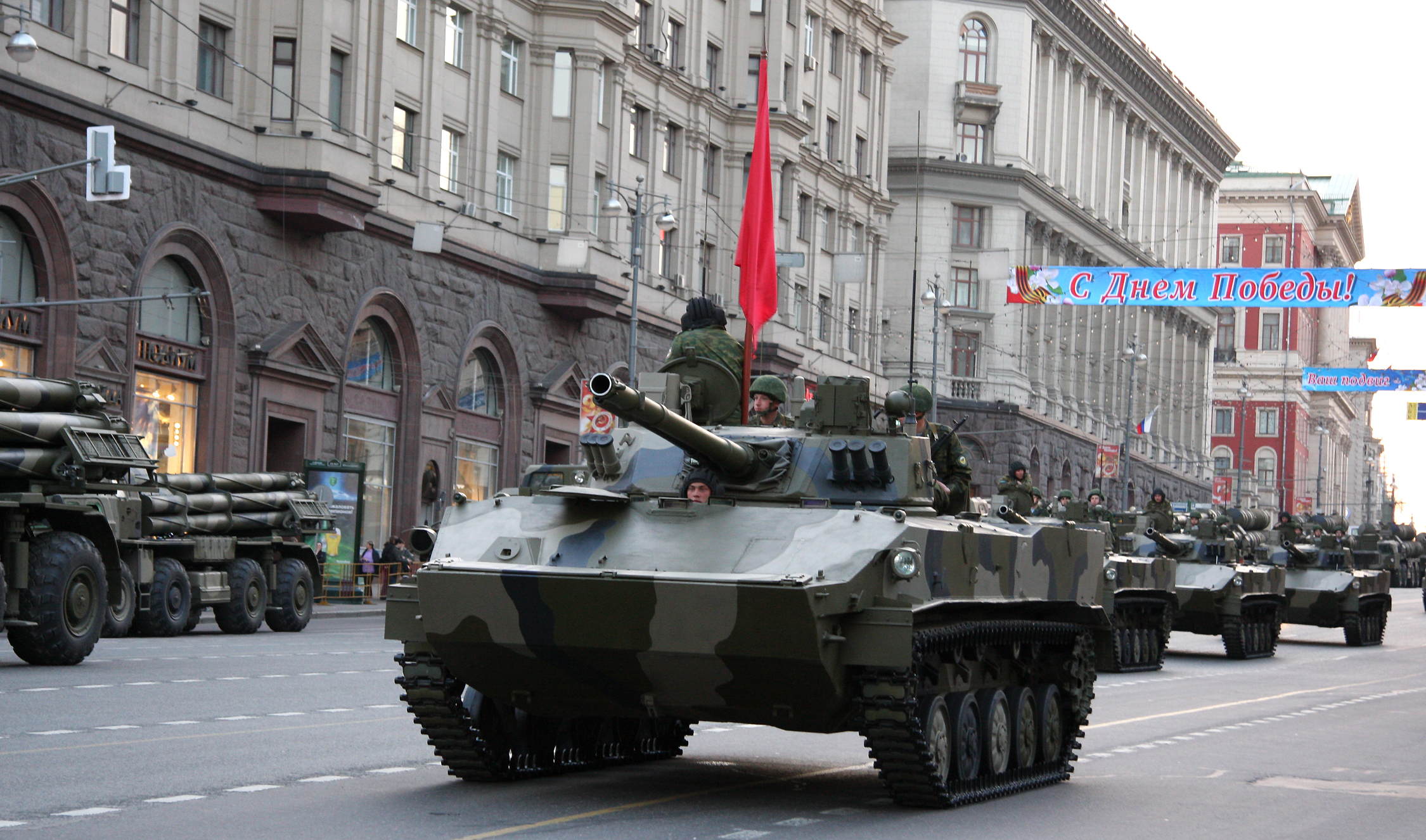
Um grupo de BMD-4 russos.

O BMD-4 (em russo: "Боевая Машина Десанта-4"; Boyevaya Mashina Desanta-4, traduzido literalmente como "Veículo de Combate dos Paraquedistas") é um veículo de combate de infantaria anfíbio desenvolvido pela Federação Russa. Originalmente desenhado como uma versão aprimorada do BMD-3M, ele usa o mesmo chassi deste, mas possui várias atualizações, como uma blindagem mais leve e resistente e com poder de fogo superior aos seus antecessores. Este veículo foi desenvolvido para missões de apoio às Tropas Aerotransportadas.
Vários componentes deste blindado, como a ergonomia e posicionamento dos passageiros, permaneceu o mesmo, se comparado a outros veículos de sua classe. Porém a primordial diferença entre o BMD-4 e seus predecessores está nos seus armamentos. Ele possui uma torre Bakhcha-U que pode conter um canhão de 100 mm 2A70, uma metralha de 30 mm 2A72 ou uma metralhadora de 7,62 mm PKT. O canhão 2A70 é capaz de disparar balas explosivas de fragmentação e até mísseis anti-tanque. Ele também tem armas secundárias para enfrentar soldados de infantaria inimigo e outros blindados leves.
Ele foi desenvolvido pela Volgograd tractor factory e seus armamentos foram feitos pela KBP Instrument Design Bureau. A fábrica de Kurganmashzavod foi a responsável pela construção. O primeiro BMD-4 foi entregue a Rússia em 2004 e tem sido produzido de forma lenta desde então. Em 2008, uma versão modernizada, chamado BMD-4M, foi apresentado. Ao menos 10 veículos BMD-4M e outros 10 BTR-MD foram entregues em 2013. Era esperado que as forças russas tivessem mais de 1 000 BMD-4Ms no serviço ativo até 2020.